# Sin intervalo
Sin intervalo es una película Argentina dirigida por Teresa Costantini. La película habla de una estrella de cine retirada hace tiempo, quien decide un día, sin dar explicaciones, reunir en su casa a su familia, con la cual no mantiene una estrecha relación, para una cena especial. Fue estrenada en 2002.
Es una película con un método totalmente novedoso y experimental. El mismo no se refiere solamente a la parte técnica, sino especialmente a la argumental, donde la realizadora enfrentó el desafío de trabajar con un guion no convencional.
Encarando una investigación, que se basó en primer lugar, en la descripción detallada de cada uno de los personajes, fue fijando las pautas para los ejercicios de improvisación, que individualmente realizó con cada uno de los actores. Luego, todos juntos, debieron ir redondeando el argumento, cuyo resultado final se vio enriquecido con el aporte creativo del grupo en su totalidad.
Del proyecto participaron un grupo de prestigiosos actores y técnicos, con los cuales trabajó durante los dos meses previos al rodaje.
La filmación principal tuvo lugar en tiempo real, en un solo decorado, una gran casa con distintos ambientes, construidos en un Estudio y donde dos cámaras registraron todos los detalles de la reunión convocada por el personaje interpretado por María Vaner, Deborah Martín, una estrella de cine retirada, que decide un día, sin explicar el motivo, reunir a su familia, con la cual no mantiene una estrecha relación.
Del encuentro participan su madre (Hilda Bernard) una activa empresaria a pesar de su edad, que llega acompañada por su enfermero y guardaespaldas (José Luis Alfonzo), su fiel asistente (Silvia Baylé), su única hija mujer, también actriz, de gran popularidad en la actualidad (Verónica Elizalde), sus tres hijos varones, el mayor (Alejandro Awada) su administrador, el del medio (Boy Olmi) quien vive en el sur, donde tiene una hostería y el menor, e hijo de un segundo matrimonio, que es músico y está radicado en Estados Unidos (Luis Álvarez). También están presentes las mujeres de sus dos hijos mayores (María Socas y Silvana Sosto).
Con Producción Ejecutiva de Daniel Pueyrredón, el equipo técnico de SIN INTERVALO se integró con Héctor Morini (director de fotografía), Beatriz Di Benedetto (diseñadora de vestuario), Mercedes Alfonsín (directora de arte), Aldo Romero (asistente de dirección), Camilo Hanglin (jefe de producción), Laura Búa (edición), Ferndando Kabusacki (música), Cristóbal Rentería (maquillaje) y Marga Verón (peinado).

## Reparto
| Actor             | Personaje      |
| ----------------- | -------------- |
| José Luis Alfonso | Roberto        |
| Luis Álvarez      | Carlos Alberto |
| Alejandro Awada   | Ernesto        |
| Silvia Baylé      | Clara          |
| Hilda Bernard     | Carmen         |
| Verónica Elizalde | Luisa          |
| Boy Olmi          | Julio          |
| María Socas       | Sofía          |
| Silvana Sosto     | Analía         |
| María Vaner       | Deborah Martin |

- Datos: Q16631979